# فرانك وليامز (لاعب كرة قاعدة)
فرانك وليامز (بالإنجليزية: Frank Williams)‏ هو لاعب كرة قاعدة أمريكي، ولد في 13 فبراير 1958 في سياتل في الولايات المتحدة، وتوفي في 9 يناير 2009 في فيكتوريا في كندا بسبب نوبة قلبية.

## وصلات خارجية
- فرانك وليامز على موقع دوري كرة القاعدة الرئيسي (الإنجليزية)
- فرانك وليامز على موقعبيزبول رفرنس.كوم (الدوري الرئيسي) (الإنجليزية)
- فرانك وليامز على موقعبيزبول رفرنس.كوم (الدوري الثانوي) (الإنجليزية)